# Nicolas Hamilton
Nicolas Carl Hamilton (Stevenage, 28 marzo 1992) è un pilota automobilistico britannico.

## Biografia
È affetto da una paralisi cerebrale.
Nicolas è il fratellastro del pilota sette volte campione del mondo di Formula 1 Lewis Hamilton.

## Carriera

### Renault Clio Cup
Hamilton ha fatto il suo debutto nella Renault Clio Cup nel 2011 guidando per la Total Control Racing. Ha attirato molta attenzione da parte dei fan e dei media nonostante fosse arrivato ultimo tra i piloti classificati nella sua prima gara. La sua prima stagione è stata oggetto di un documentario della BBC intitolato Racing with the Hamiltons: Nic in the Driving Seat.

### Campionato Britannico Turismo
Nel 2015, Hamilton ha firmato un contratto con il team AmD Tuning per correre con un'Audi S3 in cinque round del British Touring Car Championship, diventando il primo pilota disabile a gareggiare nella serie.
Nel 2019, Hamilton si è assicurato una guida a tempo pieno con la Motorbase Performance insieme a Tom Chilton e Ollie Jackson.

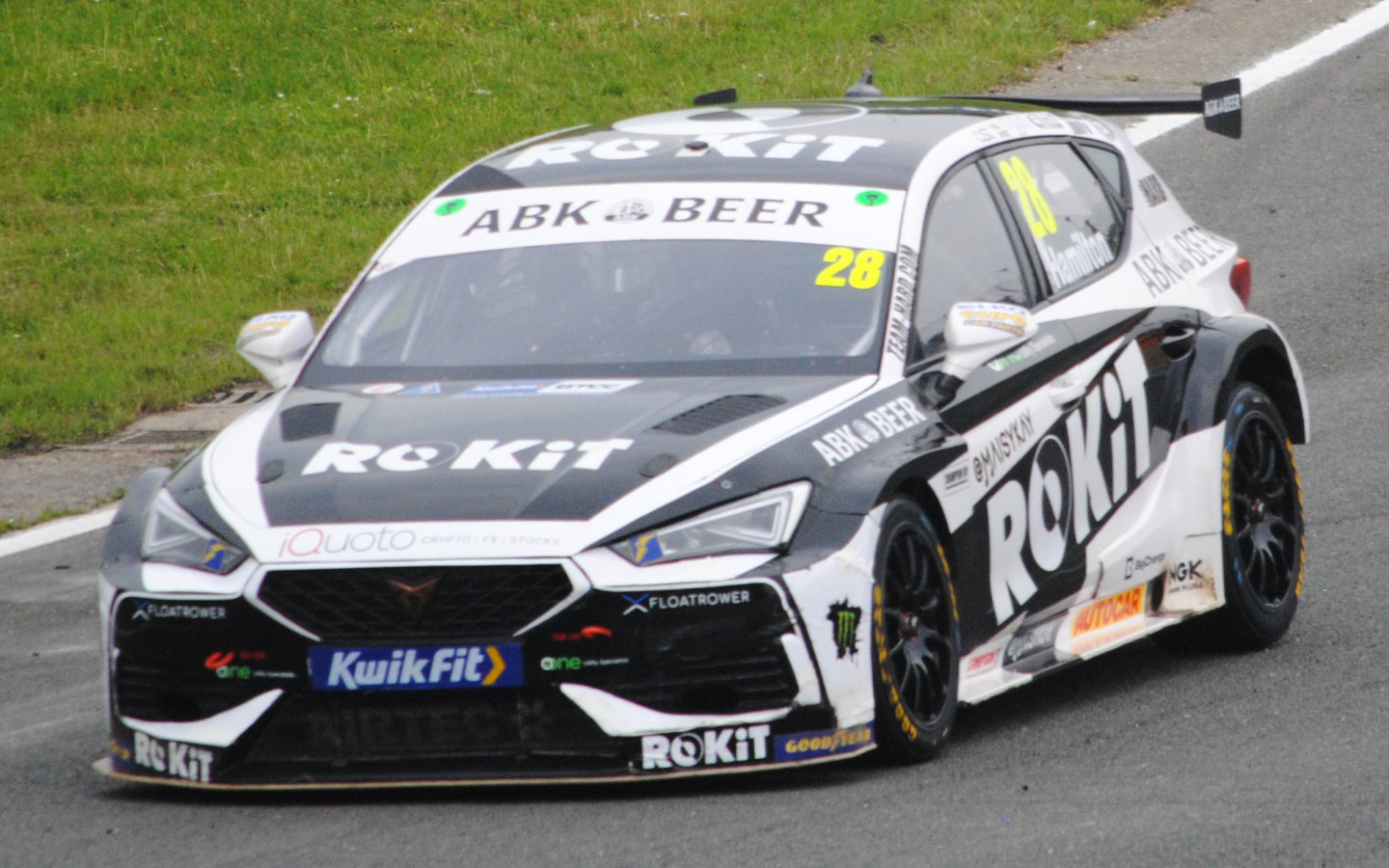
Hamilton alla guida della Cupra León a Brands Hatch.

Il 21 febbraio 2020, Hamilton è stato confermato come il quarto pilota del Team HARD in una Volkswagen CC, mantenendo la sua sponsorizzazione ROKiT. Nell'ultima gara a Brands Hatch, nel round 2 del campionato, Hamilton ha segnato il suo primo punto BTCC in assoluto dopo aver terminato la gara al 15º posto.

## Risultati
| Stagione | Serie                         | Squadra                    | Gare | Vittorie | Pole | Giri V. | Podi | Punti | Pos. |
| -------- | ----------------------------- | -------------------------- | ---- | -------- | ---- | ------- | ---- | ----- | ---- |
| 2011     | Renault Clio Cup UK           | Total Control Racing       | 16   | 0        | 0    | 0       | 0    | 113   | 14º  |
| 2012     | Renault Clio Cup UK           | Total Control Racing       | 16   | 0        | 0    | 0       | 0    | 54    | 21º  |
| 2013     | Coppa Europa Turismo          | Baporo Motorsport          | 6    | 0        | 0    | 0       | 0    | 12    | 10º  |
| 2015     | Campionato Britannico Turismo | AmD Tuning                 | 12   | 0        | 0    | 0       | 0    | 0     | NC   |
| 2017     | Renault Clio Cup UK           | WDE Motorsport             | 10   | 0        | 0    | 0       | 0    | 44    | 20º  |
| 2018     | Renault Clio Cup UK           | WDE Motorsport             | 18   | 0        | 0    | 0       | 0    | 20    | 20º  |
| 2019     | Campionato Britannico Turismo | ROKiT Racing Motorbase     | 24   | 0        | 0    | 0       | 0    | 0     | 32º  |
| 2020     | Campionato Britannico Turismo | ROKiT Racing Team HARD     | 22   | 0        | 0    | 0       | 0    | 1     | 29º  |
| 2021     | Campionato Britannico Turismo | ROKiT Racing iQuoto Online | 23   | 0        | 0    | 0       | 0    | 0     | 28º  |

1. ↑  Poiché Hamilton era un pilota ospite, non era idoneo per i punti